# Saint-Léger, Pas-de-Calais

Saint-Léger este o comună în departamentul Pas-de-Calais, Franța. În 1 ianuarie 2022 avea o populație de 527 de locuitori.